# INRI

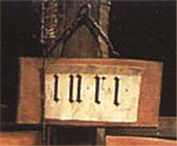
INRI vom Isenheimer Altar

INRI (auch I.N.R.I. oder J.N.R.J.) sind die Anfangsbuchstaben des lateinischen Satzes Iesus Nazarenus Rex Iudaeorum – „Jesus von Nazaret, König der Juden“. Die Abkürzung INRI ist ein häufiges Motiv der christlichen Ikonografie.
Der Satz stand nach Joh 19,19–20  in drei Sprachen auf einer Tafel, die der römische Statthalter Pontius Pilatus oben am Kreuz Jesu anbringen ließ. Sie wird daher auch Kreuzestitel (titulus crucis) genannt. Alle vier kanonischen Evangelien nennen mit kleinen Varianten eine solche Inschrift. Sie gab Jesu angebliches Vergehen, den Rechtsgrund seiner Kreuzigung, öffentlich bekannt, und verweist auf ein historisches Todesurteil des Pilatus.
Die Historische Jesusforschung hat die Ursachen dieses Urteils (causae crucis) intensiv untersucht. Nachdem Anführer aufständischer Juden den Königstitel beansprucht hatten, hatten die römischen Herrscher jüdischen Vasallen das Tragen dieses Titels verboten. Nach dem Neuen Testament (NT) bezeichnete Jesus sich nie als „König der Juden“, sondern verkündete mit Worten und Taten die Königsherrschaft Gottes und band deren Kommen eng an seine Person. Dieser implizite Messias-Anspruch brachte ihn in Konflikte mit den damaligen Führungsgruppen des Judentums und den römischen Besatzern. Für das Urchristentum bestätigte der Kreuzestitel die Würde Jesu Christi als Messias seines Volkes Israel und Sohn Gottes, der am Kreuz die Schuld aller Menschen auf sich genommen habe.

## Neues Testament
Die vier Evangelien zitieren die Inschrift der Kreuzestafel wie folgt:
| Mk 15,26                                                      | Mt 27,37 | Lk 23,38                                                              | Joh 19,19f. |
| ------------------------------------------------------------- | --- | --------------------------------------------------------------------- | --- |
| Und eine Aufschrift gab seine Schuld an: Der König der Juden. | Über seinem Kopf hatten sie eine Aufschrift angebracht, die seine Schuld angab: Das ist Jesus, der König der Juden. | Über ihm war eine Aufschrift angebracht: Das ist der König der Juden. | Pilatus ließ auch eine Tafel anfertigen und oben am Kreuz befestigen; die Inschrift lautete: Jesus von Nazaret, der König der Juden. […] Die Inschrift war hebräisch, lateinisch und griechisch abgefasst. |

Die Version des Markusevangeliums (Mk) gilt als die älteste und als Vorlage der übrigen Versionen. Diese gelten als redaktionell erweitert. Alle vier Versionen enthalten die Worte „der König der Juden“. Sie benannten laut Mk und dem Matthäusevangelium (Mt) Jesu Schuld, den Grund seiner Kreuzigung. Mt ergänzte, die Soldaten des Statthalters (Mt 27,27) hätten die Tafel „über seinem Kopf“ angebracht; das Lukasevangelium (Lk) bestätigt dies mit „über ihm“. Mt und das Johannesevangelium (Joh) ergänzten Jesu Namen, Joh dazu das Attribut Nazoraios („der Nazoräer“). Es bezeichnet wie das sonst verwendete Adjektiv Nazarenos im NT Jesu Herkunftsort, das Dorf Nazareth in Galiläa.
Die Abkürzung INRI geht auf die lateinische Vulgata zurück, die den Kreuzestitel in Joh 19,19  mit Iesus Nazarenus Rex Iudaeorum („Jesus, der Nazarener, König der Judäer“) übersetzte. Nur dieser Vers nennt die Inschrift titlos. Daher stammt der stehende lateinische Ausdruck titulus crucis. Gemeint ist eine auf vergängliches Holz oder Papier aufgetragene, keine dauerhaft in Stein oder Metall eingravierte Schrift.
Nur die Johannesversion nennt Pilatus als Urheber der Kreuzestafel, macht Roms Statthalter also explizit für Jesu Kreuzigung verantwortlich. Nur sie ergänzt die dreisprachige Abfassung. Mit „hebräisch“ kann hier auch die Aramäische Sprache gemeint sein, die damalige Umgangssprache palästinischer Juden. Dann hätte der Satz Jeshua natsoraya malka dihudaye gelautet. Der Zusatz betont, dass Pilatus Jesu angebliches Vergehen nicht nur Bürgern des Römischen Reichs, sondern auch den Juden offiziell bekannt machte. Römische Bekanntmachungen benutzten sonst nie die Sprache eines unterworfenen Volkes.

## Historischer Hintergrund
Laut römischen Quellen machten Römer Vergehen von Straftätern vor oder nach deren Bestrafung manchmal mit einer Tafelinschrift bekannt, so laut Cassius Dio einmal auch vor einer Kreuzigung. Die anekdotischen Beispiele belegen eher die grausame Willkür einzelner Kaiser als einen allgemeinen römischen Rechtsbrauch. Nur das NT erwähnt das Anbringen einer Tafel über dem Gekreuzigten: Gerade dieses besondere Detail spricht laut vielen Neutestamentlern für eine konkrete historische Erinnerung.
Ab 139 v. Chr. erlaubten die Römer jüdischen Vasallenherrschern der Hasmonäer bis zu Herodes dem Großen, den Titel „König der Juden“ zu tragen. Nach dessen Tod (4 v. Chr.) erhoben sich Juden in den römischen Provinzen Judäa, Idumäa und Galiläa gegen die herodianische und römische Herrschaft. Der römerfreundliche jüdische Historiker Flavius Josephus (Antiquitates Iudaicae 17,283-285) nannte die beteiligten Gruppen abwertend „Räuberbanden“, bestätigte aber ihre politische Absicht: Sie hätten jeweils einen Anführer zu ihrem „König“ gewählt, „der den Untergang der staatlichen Ordnung herbeiführen sollte“ und „Judäa schließlich in das Verderben des Krieges“ geführt habe.
Roms Legat Publius Quinctilius Varus schlug die Aufstände bis 6 n. Chr. blutig nieder und ließ dabei tausende rebellische Juden kreuzigen. Danach verweigerten die Römer jüdischen Klientelfürsten bis zum Ende der Amtszeit des Pilatus (37 n. Chr.) den Königstitel und verwalteten die unruhigen jüdischen Provinzen direkt. Für diesen Zeitraum überliefert Josephus dort keine weiteren Unruhen. Doch bei Jesu Aufenthalt in Jerusalem (um 30 n. Chr.) kam es laut Mk 15,7  dort zu einem „Aufstand“. Laut Mk 15,27  wurden zwei Beteiligte als „Räuber“ (aufständische Juden) mit Jesus gekreuzigt.
Nach dem von Kaiser Augustus erlassenen Gesetz lex Iulia de maiestate galt ein in römischen Provinzen erhobener Anspruch auf eine Königswürde ohne kaiserliche Erlaubnis als Aufruhr (seditio, perduellio) und Angriff auf den Kaiser selbst (crimen laesae maiestatis). Dies war seit der Amtszeit von Kaiser Tiberius (14–37 n. Chr.) mit Kreuzigung zu ahnden. Die Kreuzigung war schon von etwa 100 vor bis 70 nach Chr. die übliche römische Hinrichtungsmethode für „Aufständische“ oder „Unruhestifter“. Dabei unterschieden die Römer einen religiösen nicht von einem politischen Führungsanspruch. Sie fassten einen nicht von ihnen erlaubten Königstitel als Staatsverbrechen ähnlich dem heutigen Hochverrat auf. Der Neutestamentler Karlheinz Müller hielt den Satz „der König der Juden“ daher für die strafrechtliche römische Bezeichnung für jüdische Rebellenanführer.
Da auch außerchristliche antike Quellen zu Jesus von Nazaret seine Kreuzigung unter Pilatus belegen, gilt diese als historisch gesichert. Auch eine schriftliche Bekanntgabe des Strafgrundes gilt als historisch, meist im Wortlaut der Markusversion. Von diesen beiden Tatsachen, so der Historiker Paul Winter, muss jede Rückfrage nach den Ursachen des Kreuzestodes Jesu ausgehen. Schon Jesu Kreuzigung als solche schließt aus, dass Pilatus damit nur Interessen jüdischer Instanzen ausführte. Die Tafelinschrift belegt ein politisches Verfahren: Demnach ließ er Jesus als Thronanwärter eines von den Römern unabhängigen jüdischen Staates, also als Staatsfeind und politischen Aufrührer hinrichten. Das sollte die Juden, so Martin Karrer, von weiteren Aufständen für einen eigenen Staat abschrecken: „Jesu Hinrichtung statuierte für Judäer, Galiläer und nicht zuletzt die Nachkommen Herodes des Großen ein Exempel, sich mit der von Rom gewährten nichtköniglichen Verwaltungsstruktur zu bescheiden.“
Was den Hinrichtungsbefehl des Pilatus gegen Jesus auslöste, ist ungewiss. Denn nach dem NT strebte dieser kein politisches Amt an und nannte sich nie „König der Juden“. Der Ausdruck erscheint nur in Aussagen von Nichtjuden, meist Römern wie Pilatus und seinen Soldaten, einmal bei den Sterndeutern aus Babylonien (Mt 2,2). Er stammt nicht aus dem Tanach oder anderen jüdischen Schriften, sondern bezeichnet einen politischen Führungsanspruch aus römischer Sicht.
Im narrativen Gefälle der NT-Passionstexte hatte der von den Tempelpriestern dominierte Sanhedrin, das damalige jüdische Religionsgericht in Jerusalem, Jesus vor allem wegen seiner Tempelkritik  als Gefahr für die öffentliche Ordnung und den Tempelkult wahrgenommen. Der damals von den Römern eingesetzte Hohepriester hatte ihn gemäß seiner Pflicht nach dem römischen Besatzungsstatut verhaften lassen, verhört und dann dem für Kapitalvergehen zuständigen Statthalter Roms übergeben, um ihn hinrichten zu lassen. Diese Ereigniskette gilt wegen der aus römischen Quellen bekannten rechtshistorischen Verhältnisse als plausibel. Die genauen Ursachen des römischen Todesurteils, die Rolle des Sanhedrin und der überlieferten Worte und Taten Jesu dabei sind jedoch stark umstritten und Gegenstand einer intensiven historischen Debatte.

## Christliche Kunst

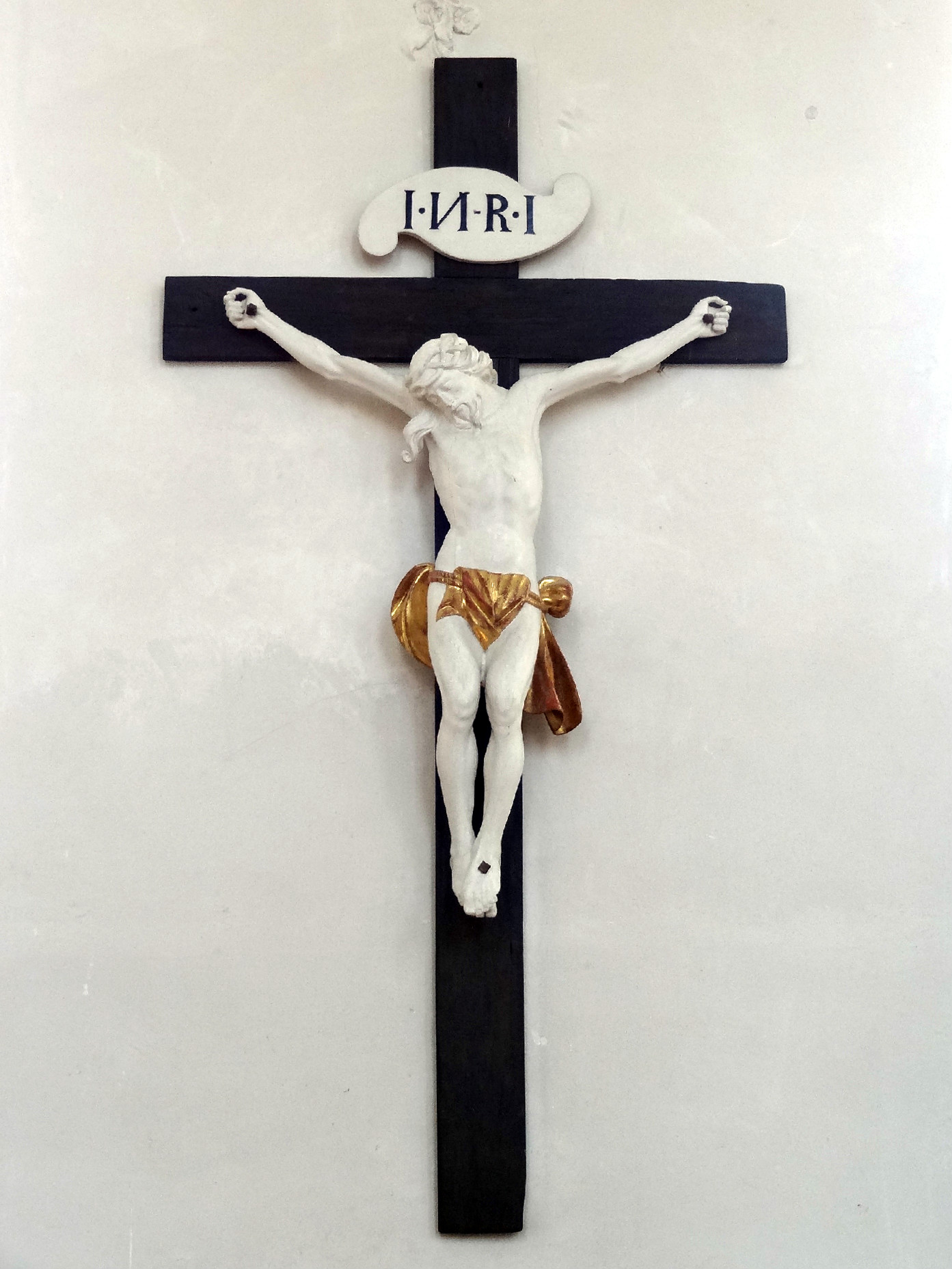
Barockes Kruzifix; INRI-Titel mit seitenverkehrtem N der Renaissance-Kapitalis, Marienkirche Rockenberg (Hessen)

Wegen Mt 27,37 und Lk 23,38 nahmen Christen an, dass der Längsbalken des Kreuzes Jesu in Armhöhe über den Querbalken hinausragte, damit dort die Tafel befestigt werden konnte. Darum wurde das Kruzifix im Christentum als lateinisches Kreuz anstelle des bei Römern üblichen Taukreuzes dargestellt.
Seit dem 4. Jahrhundert wurde das Kürzel INRI Bestandteil von christlichen Kreuzigungsszenen, etwa als beschriftete oder gravierte Holztafel oder als Text auf Pergament. Diese Tradition geht auf die Pilgerin Egeria zurück: In ihrem Itinerar von etwa 380 schrieb sie, sie habe den originalen titulus mit dem lateinischen Satz in der Grabeskirche Jesu in Jerusalem mit eigenen Augen gesehen. In der Ikonografie der Ostkirchen dagegen lautet der Kreuzestitel meist „der König der Welt“ in der jeweiligen Landessprache.

## Reliquie

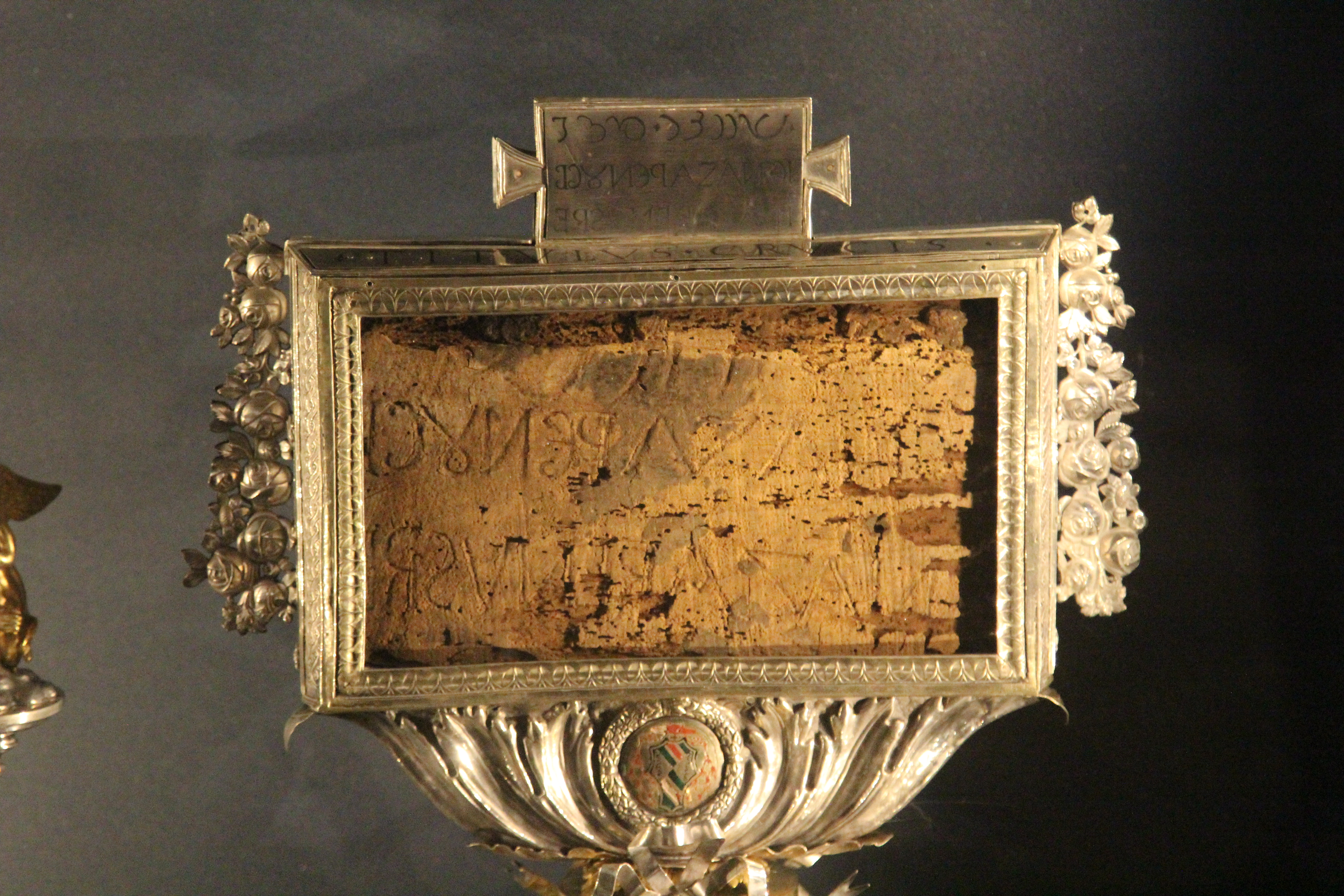
Reliquie des Titulus in der Basilika Santa Croce in Gerusalemme

Nach einer Überlieferung  der römisch-katholischen Kirche soll Flavia Iulia Helena Augusta, die Mutter des römischen Kaisers Konstantin, das Heilige Kreuz mitsamt drei Nägeln und der Kreuzestafel im Jahr 325 in Jerusalem entdeckt haben. Sie soll die Tafel dreigeteilt und den größten Teil nach Jerusalem, einen kleineren Teil nach Rom gebracht haben. Das nach Rom gebrachte Stück soll im Jahr 1492 in der Basilika Santa Croce in Gerusalemme in einer zugemauerten Nische wiederentdeckt worden sein. Seine Identität mit Helenas 1167 Jahre früherem Fund ist unbelegt. Am 29. Juli 1496 erklärte Papst Alexander VI. diese Reliquie mit der Bulle Admirabile Sacramentum für echt. Seitdem wird sie als Originaltitel des Kreuzes Jesu gezeigt.
Die Tafel besteht aus Nussholz aus der Nahostregion und trägt drei eingekerbte Schriftzeilen, die oberste Aramäisch oder Hebräisch, dann Griechisch und Römisch. Die Schreibrichtung aller drei Zeilen verläuft von rechts nach links. Daher sind die griechischen und römischen Buchstaben gespiegelt; jedoch nicht der griechische Buchstabe Z. Farbreste lassen vermuten, dass die Tafel weiß, die Buchstaben schwarz angestrichen waren. Diese Merkmale fehlen in den NT-Angaben oder widersprechen ihnen und gelten daher meist als Hinweis auf eine Fälschung.
1995 untersuchte die Kirchenhistorikerin Maria-Luisa Rigato (Päpstliche Universität Gregoriana) in Rom die Tafel, identifizierte die Buchstaben der ersten Zeile als aramäisch Jeschu nazara m m und deutete m m als Abkürzung für malkekem: „Jesus aus Nazareth, euer König“. Sie hielt die Tafel für eine originalgetreue Kopie des ursprünglichen Kreuzestitels, den ein jüdischer Lohnschreiber im Auftrag des Pilatus verfasst habe. Es sei somit das erste literarische Zeugnis über Jesus.
Anhand epigrafischer Methoden datierte der Althistoriker Werner Eck die Tafel später und verwarf eine Publikation von Michael Hesemann dazu als unwissenschaftlich. Nach einer Radiokohlenstoffdatierung von 2002 entstand die Tafel wahrscheinlich zwischen dem späten 10. und dem frühen 12. Jahrhundert.